# Кодекс канонического права
Кодекс канонического права (лат. Codex iuris canonici, CIC) — корпус юридических норм общего и универсального характера, управляющий Католической Церковью латинского обряда. Ныне действующий ККП принят в 1983 году.
Каноническое право базируется на дисциплинарных нормах Древней Церкви. Несмотря на это, в течение многих веков оно оставалось не кодифицированным. Первая попытка суммировать церковные юридические нормы была предпринята в XII веке, когда в Церкви появился т. н. «Декрет Грациана» (лат. Concordia discordantium canonum, буквально «Согласование канонических расхождений»). Этот декрет систематизировал каноническое право и стал, фактически, его первым суммирующим кодексом, хотя и не был официально одобрен Святым Престолом. Сборники папских декреталий, выходившие впоследствии, дополняли этот декрет.
К 1500 году был подготовлен Корпус канонического права (лат. Corpus iuris canonici), включавший в себя Декрет Грациана и дополняющие его папские декреталии, суммарно именуемые «лат. Extravagantes», то есть «Выходящие за пределы» (Декрета Грациана). В 1580 году Корпус был одобрен папой Григорием XIII и оставался в силе до 1918 года.
В 1917 году вступил в силу одобренный папой Бенедиктом XV Кодекс канонического права, который, в отличие от средневекового Корпуса, представлял собой не механическое собрание законов, а универсальный и систематизированный правовой сборник. Кодекс состоял из 2414 канонов, разделённых на пять книг: общие принципы, категории лиц в каноническом праве, средства Церкви в выполнении своей миссии, процедуры, связанные с церковными судами, правонарушения и наказания.
В 1983 году Кодекс канонического права был переработан и провозглашён в апостольской конституции Иоанна Павла II «Sacrae disciplinae leges». Ныне действующий Кодекс состоит из 1752 канонов, разделённых на семь книг:
- Об общих нормах
- О народе Божием
- Об учительском служении Церкви
- О служении освящения в Церкви
- О временных благах в Церкви
- О санкциях в Церкви
- О процессах

Кодекс канонического права 1983 года действителен только для Католической церкви латинского обряда. В восточнокатолических церквях действует Кодекс канонов Восточных церквей, принятый в 1990 году.